# کلاوس شواب
کلاوس شواب (انگلیسی: Klaus Schwab؛ زادهٔ ۳۰ مارس ۱۹۳۸) اقتصاددان اهل آلمان است. وی بنیانگذار و رئیس هیئت مدیره مجمع جهانی اقتصاد می‌باشد.